# Pteris griffithii
Pteris griffithii är en kantbräkenväxtart som beskrevs av William Jackson Hooker. Pteris griffithii ingår i släktet Pteris och familjen Pteridaceae. Inga underarter finns listade.